# Франц Вікенгаузер
Франц Адольф Вікенгаузер (нім. Franz Adolf Wickenhauser; 1809 — 6 червня 1891) — буковинський краєзнавець і видавець.

## Біографія
Народився у Вурцбаху (Нижня Австрія). Від 1837 — урядовець фінансових установ на Буковині.
Видав історичні нариси і добірки документів (німецькі переклади) про деякі місцевості Буковини, а також історію Манявського скиту в Галичині. Недостатньо володіючи методикою історичного дослідження, Вікенгаузер припускався необґрунтованих тверджень, нерідко неправильно перекладав давні терміни, перекручував географічні назви.
Колекція Вікенгаузера в Державному архіві Чернівецької області містить акти з історії великого землеволодіння на Буковині в 15 — 1-й пол. 19 ст.